# 慶寅
慶寅，清朝軍事將領。
咸丰九年七月初十（1859年8月8日），由广东高州镇总兵官升任廣西提督。咸丰十年闰三月十三（1860年5月3日），病故。